# タブイル
タブイル（Tabuyir、? - 1254年）は、モンゴル帝国に仕えた将軍の一人で、サルジウト部の出身。『元史』などの漢文史料では塔不已児(tǎbùyǐér)、もしくは答不葉児(dābùyèér)と記される。

## 概要
タブイルはモンゴル帝国第2代皇帝オゴデイに仕え、招討使に任ぜられて主に金朝との戦いに従事した。金朝の平定後は、信安・河南を攻略した功績によって征行万戸の地位を授けられている。1241年には燕京路などの住民と金朝平定によって新たに戸籍に登録された37万の住民から20分の1を徴兵して軍団を編成し、河南一帯に駐屯した。この軍団は、その性格からタンマチ（辺境鎮戍軍）の一つであったと考えられている。
タブイルの死後は息子の脱察剌が後を継ぎ、主に南宋との戦いで功績を挙げた。その後を継いだ重喜は李璮の乱討伐、南宋遠征などに従軍した。
重喜の死後は息子の慶孫が後を継ぎ、ジャワ遠征などで活躍した。